# Tungvikt
Tungvikt är en viktklass inom flera idrotter, bland annat boxning och MMA. MMA-utövare i tungvikt får väga som mest 120,2 kilo. För proffsboxare är maxvikten 90,9 kilo. För amatörboxare är gränserna 91 kilo (herrar) och 86 kilo (damer).
Världens kanske mest berömde boxare, Muhammad Ali, tävlade efter sin professionella debut hela sin resterande karriär i tungvikt.